# Lungometraggio
Un lungometraggio è un film di lunga durata, minimo un'ora, comunque più lungo del cortometraggio e del mediometraggio.

## Storia
The Story of the Kelly Gang, diretto nel 1906 dall'australiano Charles Tait, con i suoi sessanta minuti di durata (1.200 metri di pellicola) è considerato il primo lungometraggio della storia. Il lungometraggio è l'opera cinematografica più diffusa, sia rispetto al cortometraggio e sia rispetto al mediometraggio.

## Definizione
L'Academy of Motion Picture Arts and Sciences, l'American Film Institute, e il British Film Institute definiscono un lungometraggio (feature film) come un film di 40 minuti minimo, ovvero di 1500 metri di pellicola 35 mm, mentre per lo Screen Actors Guild la durata è di almeno 80 minuti.
La legge italiana, pur distinguendo lungometraggi e corti, non fissa una durata limite che va intesa quindi di volta in volta, anche in opposizione all'altro termine. Ad esempio, nel decreto del 7 settembre 2015 intitolato "Modalità tecniche di erogazione e monitoraggio dei contributi percentuali sugli incassi realizzati in sala dalle opere cinematografiche", per lungometraggio s'intende film di durata pari o superiore a 75 minuti. Nella pratica un lungometraggio fa opera a sé e viene distribuito autonomamente.